# کوساکا گنزوی
کوساکا گنزوی (به ژاپنی: 久坂 玄瑞 Kusaka Genzui)؛ ۱۸۴۰ – ۲۰ اوت ۱۸۶۴) یک سامورایی در قلمروی چوشو در طی دوره باکوماتسو اهل ژاپن بود. در ۲۰ اوت ۱۸۶۴ در شورش کینمون در خارج از کاخ امپراتوری کیوتو، توسط تیر تفنگ زخمی شد و برای جلوگیری از دستگیری، خودکشی کرد.